# Bromelain
Bromelain eller bromelin är beteckningen på två enzymextrakt som finns i ananas (familjen Bromeliaceae). Extraktet har en historia av folkmedicinsk användning. Som ingrediens används den i kosmetika, som en aktuell medicinering och som köttmjukgörare.

## Historik
Den första isoleringen av bromelin registrerades 1891 av den venezuelanska kemisten Vicente Marcano genom att jäsa ananasfrukten. År 1892 undersökte Russell Henry Chittenden, assisterad av Elliott P. Joslin och Frank Sherman Meara, saken mer fullständigt och kallade det "bromelin". Senare introducerades termen 'bromelain' och applicerades ursprungligen på något proteas från någon medlem av växtfamiljen Bromeliaceae. 

## Framställning
Bromelain finns i alla delar av ananasplantan (släktet Ananas), men stammen är den vanligaste kommersiella källan, förmodligen för att användbara mängder lätt kan extraheras efter att frukten har skördats.
Bromelain produceras huvudsakligen i delar av världen där ananas odlas, såsom Thailand eller Malaysia och extraheras från skal, stam, blad eller avfall från ananasplantan efter bearbetning av frukten för juice eller andra ändamål. Utgångsmaterialet blandas och pressas genom ett filter för att erhålla en supernatant vätska som innehåller det lösliga bromelainenzymet. Ytterligare bearbetning omfattar rening och koncentration av enzymet.

## Egenskaper
Bromelainextrakt är en blandning av proteinätande (proteolytiska) enzymer och flera andra ämnen i mindre mängder. De proteolytiska enzymerna är sulfhydrylproteaser där en fri sulfhydrylgrupp av en cysteinaminosyra sidokedja krävs för funktion.
Efter en timme vid 50 °C förblir 83 procent av enzymet aktivt, medan vid 40 °C förblir praktiskt taget 100 procent aktivt. Åtta minuter vid 80 °C är tillräckligt för att nästan helt inaktivera enzymet. Den proteolytiska aktiviteten hos koncentrerade bromelainlösningar förblir relativt stabil i minst en vecka vid rumstemperatur, med minimal inaktivering genom flera frys/tina-cykler eller exponering för matsmältningsenzymet trypsin.

## Användning

### Mörning av kött och annat

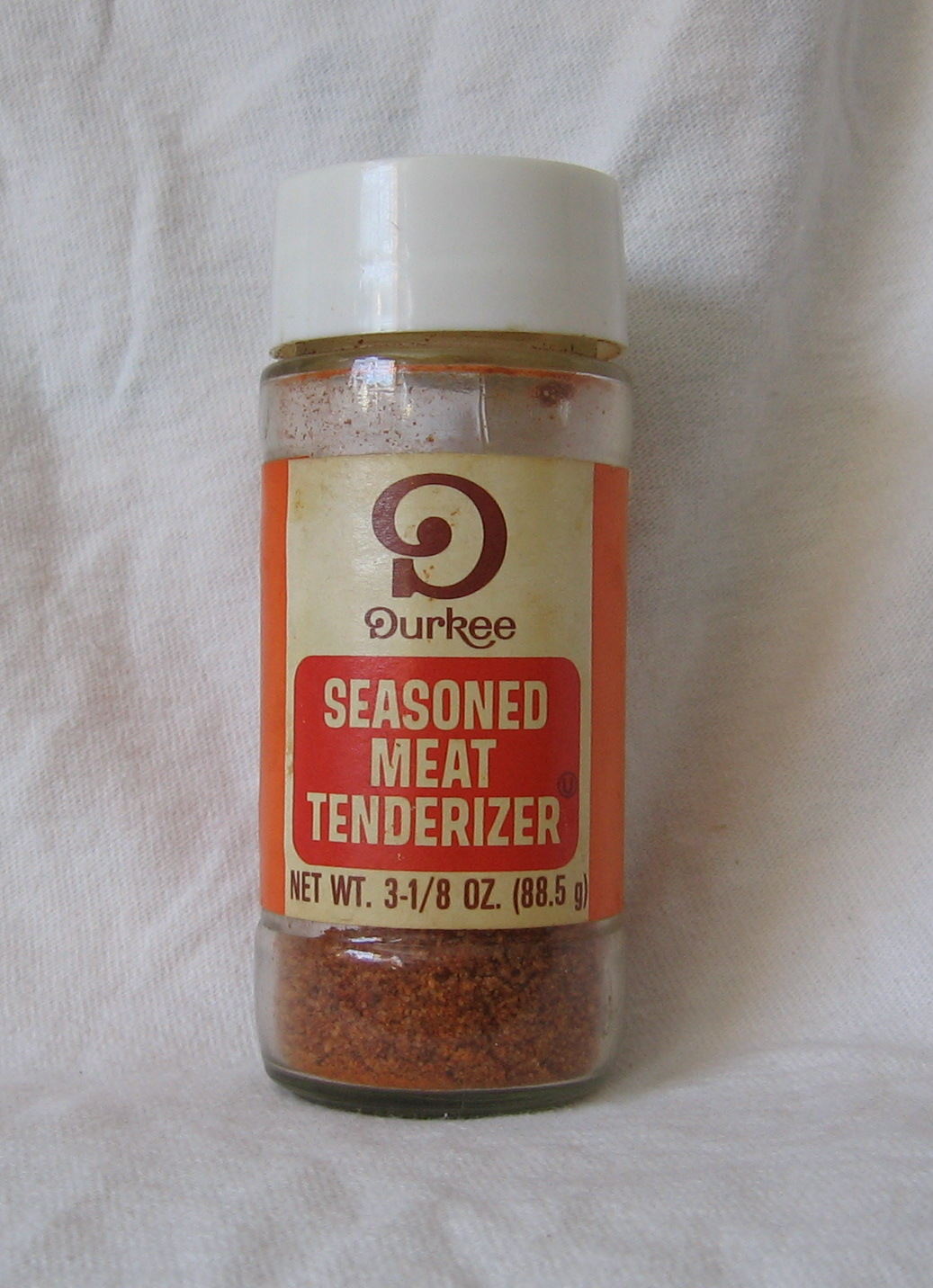
En burk Durkee köttmjukgörare som innehåller bromelain.

Tillsammans med papain är bromelain en av de mest populära proteaserna att använda för köttmjukning. Bromelain säljs i pulverform, som kombineras med en marinad eller strös direkt på det okokta köttet.
Kokt eller konserverad ananas har ingen mjukgörande effekt, eftersom enzymerna är värmelabila och denatureras i tillagningsprocessen. Vissa beredda köttprodukter, såsom köttbullar och kommersiellt tillgängliga marinader, inkluderar ingredienser som härrör från ananas och/eller ananasderivat.
Även om mängden bromelain i en typisk portion ananasfrukt förmodligen inte är betydande, kan specifik extraktion ge tillräckliga mängder för inhemsk och industriell bearbetning, såsom användning vid bakning, antibrowning av skuren frukt, textilier och kosmetikatillverkning.

### Potentiell medicinsk användning
Bromelain har inte vetenskapligt bevisats vara effektivt vid behandling av några sjukdomar och har inte godkänts av U.S. Food and Drug Administration för behandling av någon sjukdom. I USA tillåter passagen av Dietary Health and Education Act (DSHEA, 1994) försäljning av bromelaininnehållande kosttillskott, även om effekten inte har bekräftats. Förtäring av bromelain kan orsaka allergisk reaktion hos vissa personer som är känsliga för ananas.
Även om det har gjorts studier om medicinsk användning av bromelain, "har majoriteten av [dem] metodologiska problem som gör det svårt att dra definitiva slutsatser", eftersom definitivt fastställd effekt, rekommenderad dosering, långsiktig säkerhet eller negativ interaktion med andra läkemedel inte kunnat anges.
Ett koncentrat av proteolytiska enzymer berikade med bromelain är godkänt i Europa för debridering (avlägsnande av död vävnad) av svåra brännskador under handelsnamnet NexoBrid. Systemisk enzymterapi (bestående av kombinationer av proteolytiska enzymer såsom bromelain, trypsin, chymotrypsin och papain) har undersökts i Europa för att utvärdera effekten hos bröst-, kolorektal- och plasmacytomcancerpatienter. Bromelain kan vara effektivt som en tilläggsbehandling för att lindra symtom på akut rhinosinusit hos patienter som inte behandlas med antibiotika.